# Линда Остап
Остап Линда (псевдо: «Ярема»; нар. 17 березня 1913, с. Наконечне Перше, нині Яворівська міська громада, Яворівський район, Львівська область — пом. 24 листопада 1944, с. Красне, нині Перегінська селищна громада, Калуський район, Івано-Франківська область) — український військовик, майор УПА, 1-й командир військової округи УПА ВО-2 «Буг» (12.1943 — 06.1944).

## Життєпис
Упродовж 20-тих років минулого століття навчався у Яворівській гімназії та від 3 березня 1927 року був членом пластового гуртка "Вовки" при 17 курені ім. Михайла Драгоманова. Пластове псевдо "Хорт". Після заборони Пласту, що сталося у вересні 1930 р., належав до товариств «Луг» і «Сокіл», виступав за футбольні клуби «Січ» і «Сокіл». 
Член ОУН в 30-х роках, неодноразово ув'язнювався польською поліцією.
У 1941 році командир чоти в легіоні «Нахтігаль». З грудня 1941 по грудень 1942 у 201 батальйоні «Шуцманшафт».
Остап Линда був викладачем старшинських курсів на Холмщині (кер. М.Медвідь). Входив у Військову референтуру Революційного Проводу ОУН.
Командир військової округи УПА ВО-2 «Буг» (грудень 1943 — червень 1944). Командир куреня «Летуни».
Загинув 24 листопада 1944 року біля с. Красне (тепер Рожнятівський район, Івано-Франківська область).